# Trachymyrmex isthmicus
Trachymyrmex isthmicus är en myrart som beskrevs av Santschi 1931. Trachymyrmex isthmicus ingår i släktet Trachymyrmex och familjen myror. Inga underarter finns listade i Catalogue of Life.